# Sanharó
Sanharó är en kommun i Brasilien.   Den ligger i delstaten Pernambuco, i den östra delen av landet, 1 500 km nordost om huvudstaden Brasília. Antalet invånare är 21 960.
Omgivningarna runt Sanharó är huvudsakligen savann. Runt Sanharó är det ganska tätbefolkat, med 139 invånare per kvadratkilometer.